# 12117 Meagmessina
12117 Meagmessina eller 1999 JT60 är en asteroid i huvudbältet som upptäcktes den 10 maj 1999 av LINEAR i Socorro County, New Mexico. Den är uppkallad efter Meagan Elizabeth Messina.
Asteroiden har en diameter på ungefär 3 kilometer.